# Розтріщеник буріючий
Розтріщеник буріючий (Schistidium brunnescens) — вид мохів порядку гріміальних (Grimmiales).

## Поширення
Батьківщиною є Європа, Кавказ і Туреччина.
Росте на теплих, сухих, сонячних вапняках і багатих лужними силікатними породами, рідко на прісноводній моласі чи брекчії.

## Характеристика
Рослини досягають 1.7 сантиметра заввишки та утворюють щільні подушки, від коричневого до оливково-зеленого зверху та коричневого знизу. Листки прямовисні, довгасті, яйцеподібні або яйцювато-трикутні; краї листя плоскі або іноді вузько загнуті назад; пластинка листка має неправильні двоклітинні шари у верхній частині. Яйцеподібна спорова коробочка більш-менш заглиблена, урноподібна від жовтого, помаранчевого до коричневого кольору в 1.4–1.8 рази довша за її ширину. Гладкі чи зернисті спори мають розмір від 8 до 10 мікрометрів.